# Abronia ramirezi
Espèce
Statut de conservation UICN

 DD  : Données insuffisantes
Abronia ramirezi est une espèce de sauriens de la famille des Anguidae.

## Répartition
Cette espèce est endémique du Chiapas au Mexique. Elle se rencontre à Jiquipilas vers 1 350 m d'altitude dans la Sierra Madre de Chiapas.

## Étymologie
Cette espèce est nommée en l'honneur d'Antonio Ramirez Velazquez.

## Publication originale
- Campbell, 1994 : A new species of elongate Abronia (Squamata: Anguidae) from Chiapas, Mexico. Herpetologica, vol. 50, no 1, p. 1-7.